# Verklärung Christi (Rohrbach)

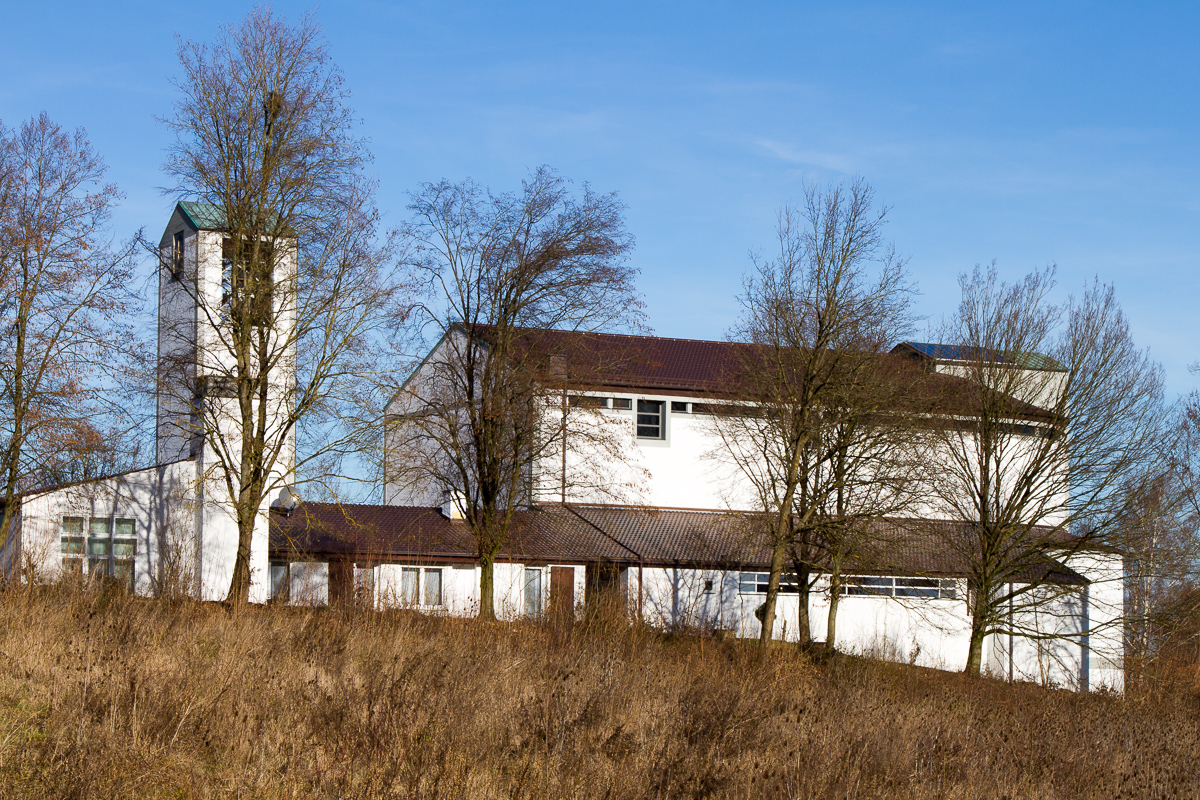
Kirche Verklärung Christi in Rohrbach

Die katholische Pfarrkirche Verklärung Christi in Rohrbach in der Hallertau wurde von 1959 bis 1961 nach Entwürfen des Münchner Architekten Alexander von Branca errichtet. Sie liegt südlich des Schlosses Rohrbach auf einer Anhöhe und ist vom Ilmtal aus weit sichtbar. Patrozinium ist der 6. August.

## Geschichte

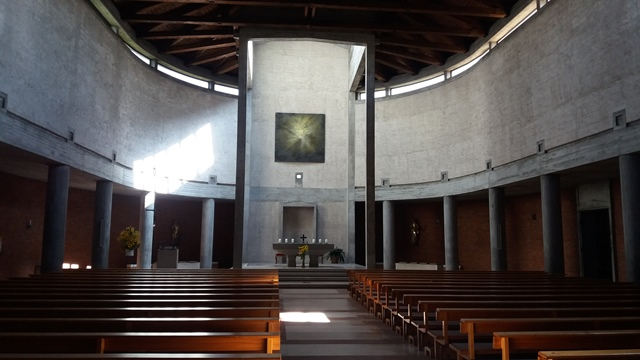
Innenraum der Kirche Verklärung Christi

Nachdem die im Kern romanische Kirche St. Johannes der Täufer durch Zunahme der Rohrbacher Einwohnerzahl zu klein geworden war, legte 1957 Alexander von Branca den Entwurf für einen Neubau vor. Als Vorbilder dienten ihm die Kirchen St. Arsatius in Ilmmünster und die San-Antimo-Kirche bei Montalcino in der Toscana.
Das Kirchengebäude mit klarer Formgebung ist etwa 36 m lang, 24 m breit und 15 m hoch. Es ist ein verputzter Betonbau im Stil einer Basilika mit Flachsatteldach, der nach Osten hin mit der halbrunden Apsis abschließt. Die Seitenwände sind fensterlos; das Kircheninnere wird durch schmale Fensterstreifen in der offenen Dachkonstruktion erhellt. Oberhalb des Chorraums befindet sich ein Deckenfenster, das den Altarraum mit Tageslicht erhellt und dadurch in den Mittelpunkt des Kircheninneren stellt. Der Entwurf für die stilgleiche Ausstattung stammt ebenfalls von Alexander von Branca. Die Skulpturen sind bedeutende Werke des 16.–18. Jahrhunderts. Sie wurden 1961 aus der St.-Johannes-Kirche in den Neubau verbracht.
Der Zugang zum Gotteshaus erfolgt vom Westen über einen Vorhof. Dieser wird im Norden durch einen Kreuzgang begrenzt, an den sich der Glockenturm anschließt. Die Kirche ist ein geschütztes Baudenkmal.

## Orgel

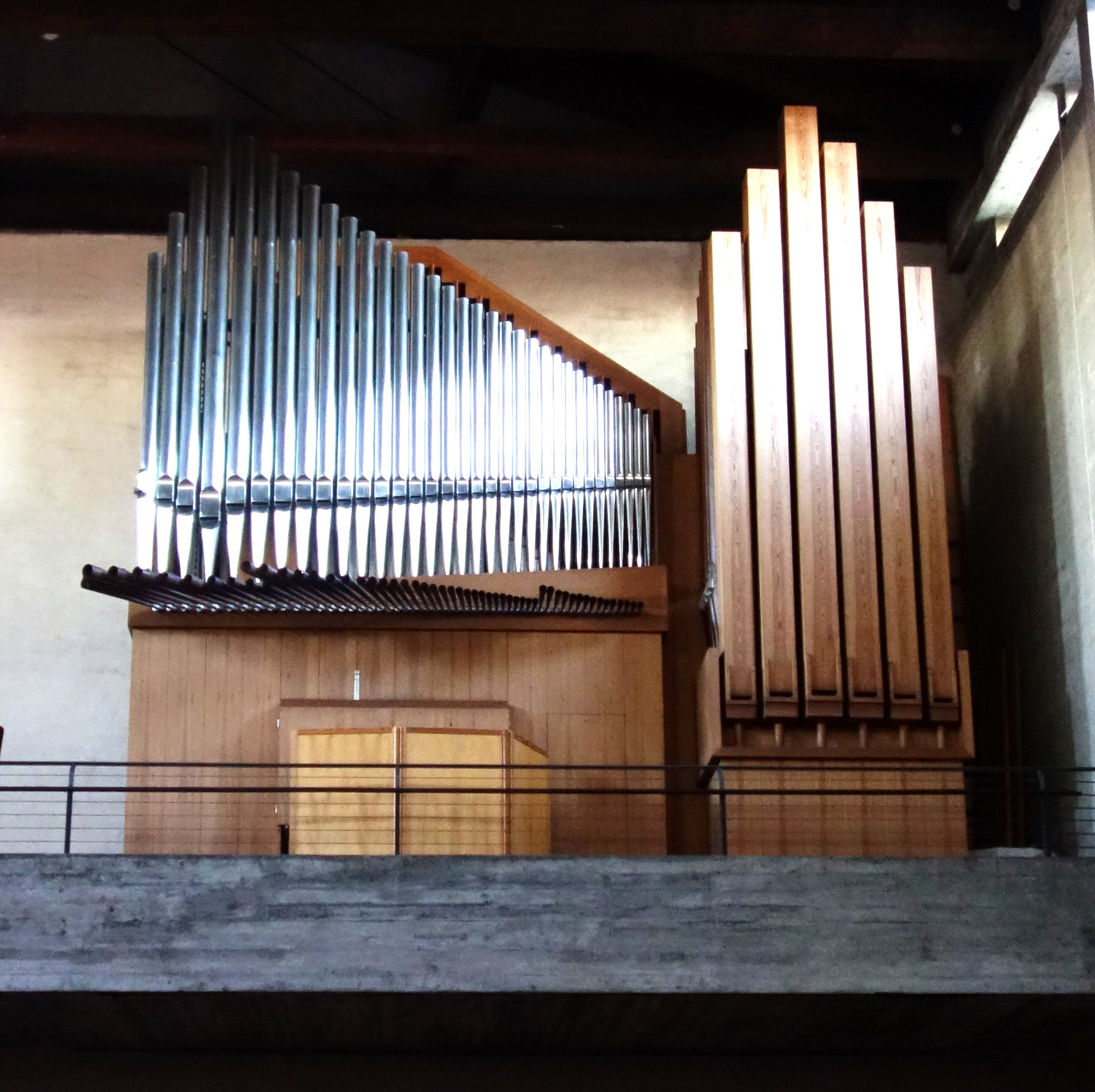
Die Walcker-Orgel

Die Orgel wurde 1965 von der Firma Walcker mit 26 Registern auf zwei Manualen und Pedal gebaut. Die Disposition lautet:
| I Hauptwerk C–g3      |       |
| Quintade              | 16′   |
| Principal             | 8′    |
| Rohrflöte             | 8′    |
| Octav                 | 4′    |
| Koppelflöte           | 4′    |
| Sesquialtera II       | 2 ⁄3′ |
| Waldflöte             | 2′    |
| Mixtur VI             | 1 ⁄3′ |
| Trompete (horizontal) | 8′    |
| Clarine               | 4′    |

| II Schwellwerk C–g3 |       |
| Gedackt             | 8′    |
| Salicet             | 8′    |
| Principal           | 4′    |
| Blockflöte          | 4′    |
| Octav               | 2′    |
| Quinte              | 1 ⁄3′ |
| Cymbel III          | 1/2′  |
| Basson              | 16′   |
| Krummhorn           | 8′    |
| Schalmey            | 4′    |
| Tremulant           |       |

| Pedal C–f1   |       |
| Principalbaß | 16′   |
| Subbaß       | 16′   |
| Octavbaß     | 8′    |
| Pommer       | 4′    |
| Mixtur III   | 2 ⁄3′ |
| Posaune      | 16′   |

- Koppeln und Spielhilfen: II/I, II/P, I/P, 2 freie Kombinationen, Tutti, Crescendo, Zungenabsteller
- Bemerkungen: Schleiflade, mechanische Spiel- und elektrische Registertraktur